# 赫拉夫特-德赖普
赫拉夫特-德赖普（Graft-De Rijp）是荷蘭的一個已撤銷的市镇，位於北荷蘭省。自2015年開始，赫拉夫特-德赖普被併入阿爾克馬爾。

## 外部連結
- 维基共享资源上的相關多媒體資源：赫拉夫特-德赖普
- Official website （页面存档备份，存于）